# Silke Wülfing
Silke Wülfing (* Januar 1965 in Hilden) ist eine deutsche ehemalige Schauspielerin.

## Leben
Silke Wülfing absolvierte von 1982 bis 1985 ihre Schauspielausbildung am Salzburger Mozarteum.
Sie spielte einige Rollen in Spielfilmen, so z. B. in Die Wupper (1985, Regie: Jürgen Flimm), Auf immer und ewig (1985, Regie: Christel Buschmann) oder Das Mädchen mit den Feuerzeugen (1987, Regie: Ralf Huettner). Von 1985 bis 1987 verkörperte Wülfing die Rolle der Christina Barnsteg in der WDR-Serie Lindenstraße (Folge 1 bis 94). Diese Rolle wurde ab Folge 96 mit Stefanie Mühle neu besetzt. 1987 war sie bereits für die Rolle der Helga Aufschrey in Edgar Reitz’ Die Zweite Heimat gecastet; sie wurde aber letztlich durch die Darstellerin Noemi Steuer ersetzt.
Silke Wülfing absolvierte später eine Schreinerlehre. Außerdem ist sie gelegentlich als Performancekünstlerin tätig, als Schauspielerin dagegen nicht mehr. Sie ist Mutter von zwei Kindern.

## Filmografie
- 1985: Die Wupper (Fernsehfilm)
- 1985–1987: Lindenstraße (Fernsehserie, 55 Folgen)
- 1986: Auf immer und ewig
- 1987: Das Mädchen mit den Feuerzeugen